# Birthday/君と重ねたモノローグ
『Birthday/君と重ねたモノローグ』（バースデイ/きみとかさねたモノローグ）は、日本のバンド・Mr.Childrenの38枚目のシングル。2020年3月4日にトイズファクトリーより発売された。

## 背景
本作収録曲は、両曲ともに東宝配給映画『映画ドラえもん のび太の新恐竜』の主題歌として書き下ろされたものである。桜井和寿は、小学生時代に初めて読んだ『ドラえもん』の漫画に大きく影響を受けたといい、主題歌発表の際に「ドラえもん50周年、そして僕も50歳となる年に、運命の再会ができた事に心から感謝です。のび太にとってのドラえもんのように、『ドラえもんという存在が、ストーリーが、プロジェクトそのもの』が、弱く情けない自分に寄り添ってくれているのだと、改めて噛み締めながら、音楽でドラえもんに携わらせてもらいました」とコメントを寄せている。Mr.Childrenの楽曲がアニメ作品とタイアップするのは、東宝配給映画『バケモノの子』主題歌「Starting Over」以来約4年8か月ぶりとなる。

## 制作
本作のレコーディングは、収録アルバムである『SOUNDTRACKS』の制作の一環としてロンドンのRAK Studiosで行なわれた。Mr.Childrenが海外でレコーディングを実施したのは9thアルバム『Q』以来約19年ぶりのことである。本作のCMにはロンドンでのレコーディング風景の映像が使用されている。
レコーディングは、これまでU2やサム・スミスなどの作品を手掛け、グラミー賞受賞経験もあるスティーヴ・フィッツモーリスと共に行なわれ、マスタリングはニューヨークにあるスタジオ・Masterdiskのスコット・ハルが担当した。アナログ・レコーディングで制作されている。

## 音楽性
桜井和寿が映画のシナリオを読んで最初に書き上げた楽曲が「君と重ねたモノローグ」である。映画のストーリーに寄り添うことを意識したといい、桜井は「キューとミュー、双子の恐竜と一緒にいるのび太くんは、まるで親のようだと感じました。僕にも子どもがいるので、のび太くんと同じ親としての目線を歌に込めています」「今回の『映画ドラえもん』のテーマが多様性だったから、それを自分なりの言葉にしてみた感じです」と語っている。イントロなしで歌い出しに入るものの、アウトロはテンポチェンジした上で約2分に渡り演奏される。このアウトロについて、鈴木英哉は「明るい展開にして明るい未来を開いていくって感じにしたいと思った」と語っている。
一方、「君と重ねたモノローグ」と違うアプローチの曲を、というアイデアから生まれた楽曲が「Birthday」であり、桜井は「躍動感が必要とされる場面で、興奮をあおるような強い曲をと思って作った」とコメントしている。また、ロックバンド・The Birthdayを観た際にインスピレーションを受け、「がむしゃらさであったり、歌うのではなく叫ぶ感じとか、決して座っては演奏できない感じ」を目指して制作したという。

## リリース・プロモーション
通常盤のみの1形態で発売。紙ジャケット仕様となっている。シングルとしては配信限定シングル『here comes my love』以来2年ぶり、CDシングルとしては37thシングル『himawari』以来2年半ぶりのリリースで、25thシングル『掌/くるみ』以来16年ぶりの両A面シングルとなった。また、Mr.Childrenとしては令和最初に発表された楽曲である。
本作のアートディレクターは奥山由之が担当。
同年の3月23日より本作のダウンロード・サブスクリプション配信が解禁された。なお、Mr.Childrenのシングル曲としては珍しく、両曲ともにミュージック・ビデオが制作されていない。
本作発売時にはテレビ出演はなかったものの、本シングルが収録されたアルバム『SOUNDTRACKS』発売のタイミングで「Birthday」が披露された（後述）。

## 批評
ロッキング・オンの高橋智樹は、本作に関して、Mr.Childrenが長年向き合ってきた人間と生命の核心そのもののテーマ性が鳴り渡ると同時に「僕らの日常と密接に寄り添うことでよりいっそうダイナミックな訴求力を獲得する、というMr.Childrenのロックの構造のこれ以上ない明快な証でもある」とし、「ひときわエモーショナルな桜井和寿の歌声が、タイトなバンドアンサンブル&流麗なストリングスアレンジと響き合いながら高揚の極致を描き出す“Birthday”。やわらかい音色越しにタフな包容力を滲ませる“君と重ねたモノローグ”。『重力と呼吸』で体現したロックバンドとしての開放感とソリッドな肉体性が、ロンドン録音＆NYマスタリングによって新次元の弾性と剛性とスケール感をもって広がる、爽快なる進化作だ」と評価した。

## チャート成績
初週で約6.8万枚を売り上げ、2020年3月16日付のオリコン週間シングルチャートで初登場2位を獲得。初動売上が10万枚を切ったのは4thシングル『CROSS ROAD』以来約27年ぶりとなる。また、Billboard JAPAN週間総合ソングチャート「Billboard Japan Hot 100」では3位、週間アニメソングチャート「Billboard Japan Hot Animation」では9週連続1位となっていたLiSAの「紅蓮華」を抑え1位を獲得した。

## 収録曲
| 全作詞・作曲: 桜井和寿、全編曲: Mr.Children, Steve Fitzmaurice, Ken Masui、全弦編曲: Simon Hale。 |                          |          |            |      |
| #                                                                                                 | タイトル                 | 作詞     | 作曲・編曲 | 時間 |
| 1.                                                                                                | 「Birthday」             | 桜井和寿 | 桜井和寿   | 4:43 |
| 2.                                                                                                | 「君と重ねたモノローグ」 | 桜井和寿 | 桜井和寿   | 7:32 |
| 合計時間:                                                                                         | 合計時間:                | 12:15    |            |      |

## 楽曲解説
1. Birthday
  - 東宝配給映画『映画ドラえもん のび太の新恐竜』主題歌[18]。映画の脚本を担当し、主題歌を依頼した川村元気[26]は「僕の書いた脚本に対して、『Birthday』っていうタイトルのアンサーがきて、驚きました。僕は『進化』という風に表現したけど、桜井さんは『生まれ直す』と表現するなんて」と感動したという[27]。
  - 2020年1月11日から10月3日まで、テレビ朝日系列のテレビアニメ『ドラえもん』のエンディング曲としても使用された[28]。
  - 2023年に開催されたホールツアー『Mr.Children tour 2023/24 miss you』でライブ初披露された[29]。
2. 君と重ねたモノローグ
  - 『映画ドラえもん のび太の新恐竜』主題歌[18]。映画では劇中で使用されている[27]。
  - 7分32秒という演奏時間は、Mr.ChildrenのシングルA面曲の中では「終わりなき旅」や「しるし」を超え史上最長で、ドラえもんの歴代の劇場版主題歌でも最長である。
  - 2022年、本楽曲を使用し新たに撮り下ろされた映像が、東宝配給映画『Mr.Children「GIFT for you」』のエンドロールで放映された。撮影は日産スタジアムで行なわれ[30]、音源も新たにレコーディングされたものとなっている[31]。映画の監督を務めた稲垣哲朗は、映画の構成を考えていた当初から本楽曲が主軸となると思っていたといい、「今作は、ファンの方の目線が中心となる映画だけど（中略）ミスチル側から歌としてお互いの気持ちをまとめる音を最後に届けて、ここからまた一緒に歩いて行こうという決意表明のような曲の位置付け」と語っている[30]。本映像は、翌年に発売されたライブ・ビデオ『Mr.Children 30th Anniversary Tour 半世紀へのエントランス』の『Mr.Children 30th Anniversary Tour 半世紀へのエントランス - 2022.6.19 YANMAR STADIUM NAGAI - 完全版』のエンドクレジット後にも収録されている。

## 参加ミュージシャン
- Mr.Children
  - 桜井和寿：Vocals (#1, #2), Acoustic Guitar (#1)
  - 田原健一：Electric Guitars (#1, #2)
  - 中川敬輔：Bass (#1, #2)
  - 鈴木英哉：Drums (#1, #2), Percussion (#1, #2)
- Joby Burgess：Timpani (#1)
- Darren Heelis：Additional Drum Programming (#1, #2)
- Steve Fitzmaurice：Additional Drum Programming (#1)
- Henry Bowers-Broadbent：Rhodes (#2), Hammond (#2)
- Everton Nelson：String Leader (#1, #2)

## テレビ出演
| 番組名                                           | 日付           | 放送局     | 演奏曲           |
| ------------------------------------------------ | -------------- | ---------- | ---------------- |
| Mr.Children スペシャル                           | 2020年12月19日 | NHK総合    | Birthday         |
| Mr.Children スペシャル                           | 2020年12月19日 | NHK総合    | others           |
| Mr.Children スペシャル                           | 2020年12月19日 | NHK総合    | Brand new planet |
| Mr.Children スペシャル                           | 2020年12月19日 | NHK総合    | Documentary film |
| ミュージックステーション ウルトラSUPER LIVE 2020 | 2020年12月25日 | テレビ朝日 | Birthday         |
| ミュージックステーション ウルトラSUPER LIVE 2020 | 2020年12月25日 | テレビ朝日 | Documentary film |

## ライブ映像作品
| 曲名     | 作品名        |
| -------- | ------------- |
| Birthday | miss you LIVE |

## 収録アルバム
- 『SOUNDTRACKS』 (#1, #2)
- 『Mr.Children 2015-2021 & NOW』 (#1)
- 『藤子・F・不二雄生誕90周年記念 藤子・F・不二雄 MUSIC HISTORY』 (#1, #2)